# Cristian Makaté
Cristian Makaté, né le 21 septembre 2002 à Majorque en Espagne, est un footballeur international équatoguinéen qui joue au poste d'avant-centre à l'Union Saint-Gilloise.

## Biographie

### Carrière en club
Ayant grandis en Espagne, Cristian Makaté est formé par le RCD Majorque, où il commence sa carrière senior avec l'équipe réserve en Segunda Federación, avant d'effectuer une demi-saison en Italie, avec l'Ambrosiana en Serie D,.
En août 2022, il est transféré au Union saint-gilloise en championnat de Belgique.
S'illustrant d'abord avec l'équipe réserve en Division 2 ACFF, où il marque plus de 30 buts en 50 matchs, il signe ensuite son premier contrat professionnel en avril 2024,,.
Début juin 2025, Cristian Makaté prolonge son contrat pour une nouvelle durée de quatre saisons et intègre le noyau A en vue de la saison 2025-2026.

### Carrière en sélection
En mars 2024, Makaté est convoqué pour la première fois avec l'équipe senior de Guinée équatoriale,,,, qui revient tout juste d'une CAN 2023 dont elle était une des principales attractions,,. Il honore sa première sélection le 22 mars 2024, lors d'une victoire 2-0 en match amical contre le Cambodge,,,.